# Lista de freguesias de Braga

Mapa das freguesias de Braga

O concelho de Braga está subdividido em 37 freguesias.
| Nome                                               | População (2011) | Área (km²) | Densidade (hab/km²) |
| -------------------------------------------------- | ---------------- | ---------- | ------------------- |
| Adaúfe                                             | 3711             | 10,81      | 343,3               |
| Arentim e Cunha                                    | 1530             | 5,72       | 267,5               |
| Braga (Maximinos, Sé e Cividade)                   | 14572            | 2,57       | 5670                |
| Braga (São José de São Lázaro e São João do Souto) | 14301            | 2,44       | 5861,1              |
| Braga (São Vicente)                                | 13236            | 2,55       | 5190,6              |
| Braga (São Vítor)                                  | 29642            | 4,08       | 7265,2              |
| Cabreiros e Passos (São Julião)                    | 2165             | 4,8        | 451                 |
| Celeirós, Aveleda e Vimieiro                       | 6671             | 7,56       | 882,4               |
| Crespos e Pousada                                  | 1347             | 7,34       | 183,5               |
| Escudeiros e Penso (Santo Estêvão e São Vicente)   | 1864             | 8,04       | 231,8               |
| Espinho                                            | 1181             | 4,48       | 263,6               |
| Esporões                                           | 1709             | 4,74       | 360,5               |
| Este (São Pedro e São Mamede)                      | 3837             | 9,8        | 391,5               |
| Ferreiros e Gondizalves                            | 9148             | 4,26       | 2147,4              |
| Figueiredo                                         | 1198             | 2,03       | 590,1               |
| Gualtar                                            | 5286             | 2,74       | 1929,2              |
| Guisande e Oliveira (São Pedro)                    | 1053             | 4,71       | 223,6               |
| Lamas                                              | 842              | 1,25       | 673,6               |
| Lomar e Arcos                                      | 6805             | 4,02       | 1692,8              |
| Merelim (São Paio), Panóias e Parada de Tibães     | 5363             | 5,36       | 1000,6              |
| Merelim (São Pedro) e Frossos                      | 3726             | 3,15       | 1182,9              |
| Mire de Tibães                                     | 2437             | 4,36       | 558,9               |
| Morreira e Trandeiras                              | 1447             | 4,54       | 318,7               |
| Nogueira, Fraião e Lamaçães                        | 13054            | 8,4        | 1554                |
| Nogueiró e Tenões                                  | 5129             | 4,43       | 1157,8              |
| Padim da Graça                                     | 1521             | 3,39       | 448,7               |
| Palmeira                                           | 5468             | 8,88       | 615,8               |
| Pedralva                                           | 1110             | 8,07       | 137,5               |
| Priscos                                            | 1341             | 3,65       | 367,4               |
| Real, Dume e Semelhe                               | 11700            | 8,46       | 1383                |
| Ruilhe                                             | 1142             | 2,2        | 519,1               |
| Santa Lucrécia de Algeriz e Navarra                | 994              | 6,22       | 159,8               |
| Sequeira                                           | 1811             | 4,35       | 416,3               |
| Sobreposta                                         | 1301             | 5,98       | 217,6               |
| Tadim                                              | 1143             | 2,68       | 426,5               |
| Tebosa                                             | 1129             | 2,59       | 435,9               |
| Vilaça e Fradelos                                  | 1580             | 2,8        | 564,3               |